# Volley-ball aux Jeux olympiques d'été de 1992
Navigation
Séoul 1988 Atlanta 1996
Cette page présente les résultats des compétitions masculine et féminine de volley-ball des Jeux olympiques de Barcelone de 1992.

## Podiums
| Épreuves             | Or | Argent | Bronze |
| -------------------- | --- | --- | --- |
| Volley-ball masculin | Brésil Amauri Ribeiro Antônio Carlos Gouveia Douglas Chiarotti Giovane Gávio Janelson Carvalho Jorge Edson Brito Mauricio Lima Marcelo Negrão Paulo André Silva André Felipe Ferreira Talmo Oliveira Alexandre Samuel | Pays-Bas Edwin Benne Peter Blangé Ron Boudrie Henk-Jan Held Martin van der Horst Marko Klok Olof van der Meulen Jan Posthuma Avital Selinger Martin Teffer Ronald Zoodsma Ron Zwerver                                                  | États-Unis Nick Becker Carlos Briceno Bob Ctvrtlik Scott Fortune Dan Greenbaum Brent Hilliard Bryan Ivie Douglas Partie Bob Samuelson Eric Sato Jeff Stork Steve Timmons        |
| Volley-ball féminin  | Cuba Regla Bell Mercedes Calderón Magaly Carvajal Marlenis Costa Idalmis Gato Lilia Izquierdo Norka Latamblet Mireya Luis Tania Ortiz Raisa O'Farrill Regla Torres                                                    | Équipe unifiée Valentina Ogiyenko Natalia Morozova Marina Nikoulina Ielena Tiourina Irina Smirnova Tatiana Sidorenko Tatiana Menchova Ievguenia Artamonova Galina Lebedeva Svetlana Vassilevskaia Ielena Tcheboukina Svetlana Koritova | États-Unis Liane Sato Paula Weishoff Yoko Zetterlund Elaina Oden Kimberley Oden Teee Sanders Caren Kemner Ruth Lawanson Tammy Liley Janet Cobbs Tara Cross-Battle Lori Endicott |

## Compétition masculine

### Poule A
- 26 juillet

|         |     |            |                             |  |
| Japon   | 3-1 | États-Unis | 8-15 15-11 15-10 17-15      |  |
| Italie  | 3-1 | France     | 9-15 15-5 15-8 15-2         |  |
| Espagne | 3-2 | Canada     | 13-15 15-7 9-15 15-12 15-13 |  |

- 28 juillet

|            |     |         |                               |  |
| États-Unis | 3-2 | Canada  | 15-12 15-12 10-15 11-15 16-14 |  |
| France     | 3-2 | Japon   | 15-8 9-15 15-11 10-15 15-9    |  |
| Italie     | 3-0 | Espagne | 16-14 15-6 15-7               |  |

- 30 juillet

|            |     |         |                              |  |
| Italie     | 3-0 | Japon   | 15-13 15-7 17-15             |  |
| Canada     | 3-0 | France  | 15-7 15-8 15-6               |  |
| États-Unis | 3-2 | Espagne | 15-6 14-16 12-15 15-10 15-11 |  |

- 1er août

|            |     |        |                            |  |
| États-Unis | 3-0 | France | 15-5 15-12 15-8            |  |
| Italie     | 3-1 | Canada | 15-11 8-15 15-12 15-7      |  |
| Espagne    | 3-2 | Japon  | 15-8 5-15 15-17 15-7 15-13 |  |

- 3 août

|            |     |        |                               |  |
| Japon      | 3-2 | Canada | 11-15 15-17 15-11 15-13 15-10 |  |
| Espagne    | 3-2 | France | 10-15 11-15 15-9 15-9 15-12   |  |
| États-Unis | 3-1 | Italie | 9-15 16-14 15-11 15-13        |  |

| Place | Équipe     | MJ | V | D | SP | SC | Pts | DS |
| ----- | ---------- | -- | - | - | -- | -- | --- | -- |
| 1     | Italie     | 5  | 4 | 1 | 13 | 5  | 8   | +8 |
| 2     | États-Unis | 5  | 4 | 1 | 13 | 8  | 8   | +5 |
| 3     | Espagne    | 5  | 3 | 2 | 11 | 12 | 6   | -1 |
| 4     | Japon      | 5  | 2 | 3 | 10 | 12 | 4   | -2 |
| 5     | Canada     | 5  | 1 | 4 | 10 | 12 | 2   | -2 |
| 6     | France     | 5  | 1 | 4 | 6  | 14 | 2   | -8 |

### Poule B
- 26 juillet

|                |     |              |                        |  |
| Cuba           | 3-1 | Pays-Bas     | 15-12 17-15 6-15 15-10 |  |
| Équipe unifiée | 3-0 | Algérie      | 15-8 15-7 15-4         |  |
| Brésil         | 3-0 | Corée du Sud | 15-13 16-14 15-7       |  |

- 28 juillet

|          |     |              |                      |  |
| Cuba     | 3-0 | Algérie      | 15-4 15-2 15-3       |  |
| Brésil   | 3-1 | CEI          | 15-6 15-7 9-15 16-14 |  |
| Pays-Bas | 3-0 | Corée du Sud | 15-5 15-5 15-7       |  |

- 30 juillet

|              |     |          |                       |  |
| Corée du Sud | 3-0 | Algérie  | 15-8 15-11 15-12      |  |
| Brésil       | 3-0 | Pays-Bas | 15-11 15-9 15-4       |  |
| Cuba         | 3-0 | CEI      | 8-15 15-10 15-12 15-5 |  |

- 1er août

|          |     |              |                      |  |
| CEI      | 3-0 | Corée du Sud | 15-9 15-6 15-9       |  |
| Pays-Bas | 3-0 | Algérie      | 15-2 15-5 15-4       |  |
| Brésil   | 3-1 | Cuba         | 15-6 15-8 12-15 15-8 |  |

- 3 août

|        |     |              |                       |  |
| CEI    | 3-1 | Pays-Bas     | 8-15 15-9 17-15 15-12 |  |
| Cuba   | 3-0 | Corée du Sud | 15-5 15-7 15-8        |  |
| Brésil | 3-0 | Algérie      | 15-8 15-13 15-9       |  |

| Place | Équipe       | MJ | V | D | SP | SC | Pts | DS  |
| ----- | ------------ | -- | - | - | -- | -- | --- | --- |
| 1     | Brésil       | 5  | 5 | 0 | 15 | 2  | 10  | +13 |
| 2     | Cuba         | 5  | 4 | 1 | 13 | 5  | 8   | +8  |
| 3     | CEI          | 5  | 3 | 2 | 11 | 7  | 6   | +4  |
| 4     | Pays-Bas     | 5  | 2 | 3 | 8  | 9  | 4   | -1  |
| 5     | Corée du Sud | 5  | 1 | 4 | 3  | 12 | 2   | -9  |
| 6     | Algérie      | 5  | 0 | 5 | 0  | 15 | 0   | -15 |

### Quarts de finale
- 5 août

|            |     |         |                            |  |
| Pays-Bas   | 3-2 | Italie  | 15-9 12-15 8-15 15-2 17-16 |  |
| Cuba       | 3-0 | Espagne | 16-14 15-9 15-6            |  |
| Brésil     | 3-0 | Japon   | 15-12 15-6 15-12           |  |
| États-Unis | 3-1 | CEI     | 12-15 15-10 15-4 15-11     |  |

### Demi-finales et demies de classement
- 6 août

|        |     |         |                             |  |
| Italie | 3-0 | Espagne | 15-4 15-12 15-4             |  |
| Japon  | 3-2 | CEI     | 15-8 9-15 15-13 12-15 17-16 |  |

- 7 août

|          |     |            |                       |  |
| Pays-Bas | 3-0 | Cuba       | 15-11 15-12 15-9      |  |
| Brésil   | 3-1 | États-Unis | 12-15 15-8 15-9 15-12 |  |

### Finales
- 5 août — match de classement 11-12

|        |     |         |                |  |
| France | 3-0 | Algérie | 15-4 15-9 15-9 |  |

- 5 août — match de classement 9-10

|              |     |        |                         |  |
| Corée du Sud | 3-1 | Canada | 15-10 12-15 15-10 15-10 |  |

- 9 août — match de classement 7-8

|     |     |         |                             |  |
| CEI | 3-2 | Espagne | 16-14 12-15 15-8 5-15 15-12 |  |

- 9 août — match de classement 5-6

|        |     |       |                 |  |
| Italie | 3-0 | Japon | 15-2 15-7 15-13 |  |

- 9 août — match de classement 3-4

|            |     |      |                        |  |
| États-Unis | 3-2 | Cuba | 12-15 15-13 15-7 15-11 |  |

- 9 août — finale

|        |     |          |                 |  |
| Brésil | 3-1 | Pays-Bas | 15-12 15-8 15-5 |  |

### Classement final
| Place              | Équipe       |
| ------------------ | ------------ |
| Médaille d'or      | Brésil       |
| Médaille d'argent  | Pays-Bas     |
| Médaille de bronze | États-Unis   |
| 4                  | Cuba         |
| 5                  | Italie       |
| 6                  | Japon        |
| 7                  | CEI          |
| 8                  | Espagne      |
| 9                  | Corée du Sud |
| 10                 | Canada       |
| 11                 | France       |
| 12                 | Algérie      |

## Compétition féminine

### Poule A
- 29 juillet

|       |     |            |                              |  |
| CEI   | 3-0 | Espagne    | 15-3 15-0 15-3               |  |
| Japon | 3-2 | États-Unis | 13-15 15-11 15-12 8-15 15-13 |  |

- 31 juillet

|            |     |         |                             |  |
| États-Unis | 3-2 | CEI     | 9-15 17-15 15-12 4-15 15-11 |  |
| Japon      | 3-0 | Espagne | 15-9 15-1 15-6              |  |

- 2 août

|            |     |         |                   |  |
| CEI        | 3-0 | Japon   | 15-13 15-11 15-11 |  |
| États-Unis | 3-0 | Espagne | 15-4 15-5 15-10   |  |

| Place | Équipe     | MJ | V | D | SP | SC | Pts | DS |
| ----- | ---------- | -- | - | - | -- | -- | --- | -- |
| 1     | CEI        | 3  | 2 | 1 | 8  | 3  | 4   | +5 |
| 2     | États-Unis | 3  | 2 | 1 | 8  | 5  | 4   | +3 |
| 3     | Japon      | 3  | 2 | 1 | 6  | 5  | 4   | +1 |
| 4     | Espagne    | 3  | 0 | 2 | 0  | 9  | 0   | -9 |

### Poule B
- 29 juillet

|        |     |          |                        |  |
| Brésil | 3-1 | Pays-Bas | 15-9 15-3 11-15 15-7   |  |
| Cuba   | 3-1 | Chine    | 13-15 15-11 15-9 15-11 |  |

- 31 juillet

|          |     |        |                            |  |
| Pays-Bas | 3-2 | Chine  | 6-15 15-17 15-3 16-14 15-6 |  |
| Cuba     | 3-1 | Brésil | 15-11 3-15 15-13 15-9      |  |

- 2 août

|        |     |          |                             |  |
| Cuba   | 3-0 | Pays-Bas | 15-11 15-11 15-13           |  |
| Brésil | 3-2 | Chine    | 15-9 7-15 15-11 14-16 15-12 |  |

| Place | Équipe   | MJ | V | D | SP | SC | Pts | DS |
| ----- | -------- | -- | - | - | -- | -- | --- | -- |
| 1     | Cuba     | 3  | 3 | 0 | 9  | 2  | 6   | +7 |
| 2     | Brésil   | 3  | 2 | 1 | 7  | 6  | 4   | +1 |
| 3     | Pays-Bas | 3  | 1 | 2 | 4  | 8  | 2   | -4 |
| 4     | Chine    | 3  | 0 | 3 | 5  | 9  | 0   | -4 |

### Quarts de finale
- 4 août

|            |     |          |                        |  |
| États-Unis | 3-1 | Pays-Bas | 15-11 11-15 15-8 15-7  |  |
| Brésil     | 3-1 | Japon    | 14-16 15-13 15-13 15-9 |  |

### Demi-finales et demies de classement
- 6 août

|      |     |            |                           |  |
| Cuba | 3-2 | États-Unis | 8-15 15-9 6-15 15-5 15-11 |  |
| CEI  | 3-1 | Brésil     | 15-10 13-15 15-5 15-5     |  |

### Finales
- 5 août — match de classement 7-8

|       |     |         |                |  |
| Chine | 3-0 | Espagne | 15-1 15-3 15-3 |  |

- 5 août — match de classement 5-6

|       |     |          |                        |  |
| Japon | 3-1 | Pays-Bas | 15-0 11-15 15-13 15-10 |  |

- 8 août — match de classement 3-4

|            |     |        |                 |  |
| États-Unis | 3-0 | Brésil | 15-8 15-6 15-13 |  |

- 8 août — finale

|      |     |     |                         |  |
| Cuba | 3-1 | CEI | 16-14 12-15 15-12 15-13 |  |

### Classement final
| Place              | Équipe     |
| ------------------ | ---------- |
| Médaille d'or      | Cuba       |
| Médaille d'argent  | CEI        |
| Médaille de bronze | États-Unis |
| 4                  | Brésil     |
| 5                  | Japon      |
| 6                  | Pays-Bas   |
| 7                  | Chine      |
| 8                  | Espagne    |

### Bibliograpie
- « Barcelone 1992 Résultats volleyball femmes », sur Jeux olympiques, Comité international olympique (consulté le 20 juin 2023)
- « Barcelone 1992 Résultats volleyball hommes », sur Jeux olympiques, Comité international olympique (consulté le 20 juin 2023)